# José María Pagés
José María Pagés Costart (Palamós, 1904-Barcelona, 1974) fue un político y notario español. Llegó a ejercer como gobernador civil de las provincias de Tarragona, Lérida y Gerona, siendo además procurador de las Cortes franquistas.

## Biografía
Nacido en Palamós en 1904, realizó sus estudios de bachillerato en Gerona. En su juventud llegaría a militar en la derechista CEDA. Notario de profesión, tras el estallido de la Guerra civil huyó a la zona sublevada y pasaría a las filas de Falange. Durante la contienda prestó servicios a la Delegación nacional de Información e Investigación, así como a la de Prensa y Propaganda.
En 1942 fue elegido alcalde de Tárrega, cargo que mantuvo durante los siguientes años. Ejercería como presidente de la Diputación provincial de Lérida entre 1946 y 1950, convirtiéndose de hecho en el «favorito» del gobernador civil Juan Antonio Cremades Royo. Con posterioridad desempeñó el cargo de gobernador civil en las provincias de Tarragona, Lérida y Gerona, así como jefe provincial de FET y de las JONS en las citadas provincias. También fue procurador en las Cortes franquistas. 
Falleció en Barcelona en 1974.